# بتونا
بتونا (به ایتالیایی: Bettona) یک کومونه در ایتالیا است که در استان پروجا واقع شده‌است.

## خصوصیات
بتونا ۴۵ کیلومترمربع مساحت و ۳٬۸۵۵ نفر جمعیت دارد و ۳۵۳ متر بالاتر از سطح دریا واقع شده‌است.